# Конка-деи-Марини
Конка-деи-Марини (итал. Conca dei Marini) — коммуна в Италии, располагается в регионе Кампания, в провинции Салерно.
Население составляет 743 человека (2008 г.), плотность населения составляет 743 чел./км². Занимает площадь 1 км². Почтовый индекс — 84010. Телефонный код — 089.
Покровителями коммуны почитаются святой Иоанн Креститель, празднование 24 июня, и Антоний Падуанский, празднование 13 июня.

## Демография
Динамика населения:

## Администрация коммуны
- Официальный сайт: http://www.concadeimarini.org/ Архивная копия от 2 сентября 2012 на Wayback Machine